# Hofanlage Wriethstraße 25
Die Hofanlage Wriethstraße 25 am Ostebogen in der Ostemarsch, in der niedersächsischen Gemeinde Hechthausen-Kleinwörden, Samtgemeinde Hemmoor, im Landkreis Cuxhaven, stammt vom Anfang des 19. Jahrhunderts.
Aktuell (2024) wird sie als Wohnhaus und wohl landwirtschaftlich genutzt.
Die Gebäude stehen unter Denkmalschutz (siehe auch Liste der Baudenkmale in Hechthausen).

## Geschichte und Beschreibung
Hechthausen wurde 1233 als Hekethusen zum ersten Mal erwähnt. Damals beherrschte die begüterte Adelsfamilie de Hekethusen die Region. Das nordöstliche Dorf Kleinwörden (wörden = Wurt) gehört seit 1972 zu Hechthausen.
Die Hofanlage direkt an der südlichen Hauptstraße besteht aus
- dem eingeschossigen giebelständigen niedrigen Wohn- und Wirtschaftsgebäude aus der Zeit um 1800, als Zweiständer-Hallenhaus in gleichmäßigem Fachwerk, mit nah zur südlichen Straße reetgedecktem Krüppelwalmdach; nördlicher Wirtschaftsgiebel mit der Grooten Door mit Korbbogen, den zwei Stalltüren sowie Uhlenloch; das Fachwerk wurde später teilweise massiv erneuert, die Ostseite erhielt eine Veranda,[2]
- der eingeschossigen giebelständigen firstparallelen Stallscheune aus der Zeit um 1800 als Zweiständer-Hallenhaus in Fachwerk mit Steinausfachungen, reetgedecktem Krüppelwalmdach, mit Grooter Door und seitlichen Stalltüren sowie einem Uhlenloch.[3]

Das Landesdenkmalamt befand u. a.: „… regionstypische Marschbauernhofstelle mit Parallelstellung der Gebäude …“